# Надлиманское
Надлиманское (укр. Надлиманське) — село, центр сельского совета, в Овидиопольском районе Одесской области Украины. Сельсовету подчинено только одно село — с. Надлиманское. Село расположено на левом берегу залива Караголь Днестровского лимана, в 18 км от районного центра. Занимает площадь 5,595 км². Население по переписи 2001 года составляло 1806 человек. Почтовый индекс — 67812. Телефонный код — 4851(64). Код КОАТУУ — 5123782201.

## История
В 1800 году земли на левом берегу залива Караголь Днестровского лимана, на которых расположены село Надлиманское и соседнее село Марьяновка, были выделены под дачу черногорскому дворянину, прапорщику Василию Ивановичу Княжевичу для заселения его соотечественниками — выходцами с Балкан (участок № 18, общей площадью 3000дес.). В 1804 г. В.И,Княжевич согласился обменять, принадлежащий ему участок, на дачу по правому берегу р. Тилигул на балке Балай (часть дачи № 59). Земли, выменянные у Княжевича, были под заселение немецкими колонистами и на них были основаны колонии Францфельд и Мариеталь.
Немецкая колония Францфельд (нем. Franzfeld) была основана в 1805 г. на левом берегу залива Караголь выходцами из Вюртемберга, Эльзаса, Баварии, Венгрии.
Колония Францфельд входила в состав Либентальского колонистского округа Одесского уезда (1805—1861), Гросслибентальской (Мариинской) волости Одесского уезда (1861—1926), Спартаковского национального немецкого района Одесского округа (1926 — 1939), Овидиопольского района (с 1939).
Францфельдский римско-католический костёл Святого Михаила появился в колонии в 1812 году. Первоначально жители колонии Францфельд были причислены к Йозефстальскому римско-католическому приходу, а с 1853 г. был создан Францфельдский римско-католический приход. В 1851 году под руководством А.Зигмунда колонисты построили новую церковь в неоклассическом стиле. Опекуном прихода был о. Иоганн Тиль, а после длительной вакансии 1855—1871 место священника занимал Беда Себальд (упоминается с 1866 г.). В период 13.04.1897-19.08.1901 гг. службы в костеле правил Иоганес Шампе. В советское время костел был перестроен в дом культуры, которые действует и в настоящее время.
Францфельдская школа была открыта в 1809 году, каменное строение было сооружено в 1829 году. Сельское начальное народное училище (начальная школа) — с 1878 г. В 1850 г. Закон Божий преподавал Иоганн Тиль. В 1887 году община выделяла на школу 650 рублей. В том же году в школе обучалось 51 мальчик и 53 девочки. Закон Божий преподавал о. Беда Себальд (священник Францфельского прихода с 1866 г.), учителями были А. Ф. Клуге и К. Г. Вюст. На 1891 г. родители платили по 20 копеек в месяц за каждого ученика, с других источников поступало 700 рублей. Обучалось 104 ученика (56 мальчиков и 48 девочек). Кроме названных учителей в школе преподавал выпускник Гросслибентальского центрального училища И. М. Кайзер. В 1920 году школа была преобразована трудовая школа грамоты, училось 148 учеников.
В 1945 году Указом ПВС УССР село Францфельд переименовано в Надлиманское.

## Местный совет
67812, Одесская обл., Овидиопольский р-н, с. Надлиманское, ул. Богдана Хмельницкого, 158